# Przybynów (gmina)
Przybynów – dawna gmina wiejska istniejąca w latach 1973–1976 w woj. katowickim, a następnie w woj. częstochowskim (dzisiejsze woj. śląskie). Siedzibą władz gminy był Przybynów.
Gmina została powołana w dniu 1 stycznia 1973 roku w woj. katowickim, w powiecie myszkowskim. Objęła sołectwa: Czatachowa, Jaroszów, Ostrów, Przybynów, Suliszowice, Wysoka Lelowska, Zaborze i Zawada.
1 czerwca 1975 gmina weszła w skład nowo utworzonego woj. częstochowskiego.
15 stycznia 1976 roku gmina została zniesiona przez połączenie z dotychczasową gminą Żarki w nową gminę Żarki.